# Mašovice
Mašovice (en allemand : Gross Maispitz) est une commune du district de Znojmo, dans la région de Moravie-du-Sud, en République tchèque. Sa population s'élevait à 527 habitants en 2020.

## Géographie
Mašovice se trouve près de la frontière autrichienne, à 6 km à l'ouest du centre de Znojmo, à 60 km au sud-ouest de Brno et à 176 km au sud-est de Prague.
La commune est limitée par Citonice au nord, par Znojmo à l'est, par Podmolí au sud et à l'ouest, et par Bezkov au nord-ouest.
Une partie du territoire de la commune, au sud-est, fait partie du Parc national de Podyjí.

## Histoire
La première mention écrite de la localité date de 1046.